# Gle Seuneungoh
Gle Seuneungoh är en kulle i Indonesien.   Den ligger i provinsen Aceh, i den västra delen av landet, 1 800 km nordväst om huvudstaden Jakarta. Toppen på Gle Seuneungoh är 24 meter över havet.
Terrängen runt Gle Seuneungoh är huvudsakligen kuperad, men åt nordost är den platt. Havet är nära Gle Seuneungoh åt nordost. Runt Gle Seuneungoh är det ganska glesbefolkat, med 22 invånare per kvadratkilometer. Omgivningarna runt Gle Seuneungoh är en mosaik av jordbruksmark och naturlig växtlighet.